# Ślęza (Basse-Silésie)
Pour l’article homonyme, voir Ślęza.
Ślęza est une localité polonaise de la gmina de Kobierzyce, située dans le powiat de Wrocław en voïvodie de Basse-Silésie.